# Josep Prohens Julià
Josep Prohens Julià va néixer a Felanitx el 1956. Va estudiar composició musical, clarinet i solfeig a la Universitat de Barcelona (UB). Al llarg de la seva carrera professional ha estat director del Conservatori Professional de Música i Dansa de les Illes Balears des de l'any 1997 fins al 1999. Actualment treballa de professor titular de composició musical i com a director del Conservatori Superior de Música i Dansa de les Illes Balears. També ha compost per encàrrec l'Himne de la Capella Teatina de Felanitx amb la lletra de Jaume Oliver.
Com a compositor ha creat obres per a orquestra, veu, cor, piano, orgue, guitarra i música de cambra. A més, ha enregistrat obres per a la RNE i dos discs compactes: Amalgama i Freqüències.